# Brain Training del Dr. Kawashima per Nintendo Switch
Brain Training del Dr. Kawashima per Nintendo Switch è un videogioco educativo del 2019 appartenente alla serie Brain Training del Dr. Kawashima, sviluppato e pubblicato da Nintendo per Nintendo Switch. Il videogioco è stato annunciato il 30 settembre 2019 sul canale giapponese di Nintendo su YouTube. Il gioco è stato distribuito in Giappone nel dicembre 2019.

## Modalità di gioco
Il gioco contiene esercizi classici, come "segni varianti", ma anche nuovi, come ad esempio quello di abbinare delle immagini. Incluso nella confezione vi è uno stilo, che permette controlli più precisi.